# Uruguayaans voetbalelftal (vrouwen)
Het Uruguayaans vrouwenvoetbalelftal is een voetbalteam dat Uruguay vertegenwoordigt in internationale wedstrijden, zoals het Zuid-Amerikaans kampioenschap.
Het team van Uruguay werd in 1996 opgericht en speelde in 1998 zijn eerste wedstrijd tijdens het Zuid-Amerikaans kampioenschap voetbal. Tegen Argentinië werd met 2-3 verloren. Het land kwalificeerde zich zeven keer voor het continentale kampioenschap en beleefde zijn beste toernooi in 2006, toen het derde werd.
De bijnamen van de ploeg zijn "Las Celestes" (de hemelsen) en "Charrúas". De thuiswedstrijden worden gespeeld in het Estadio Centenario.

## Prestaties op eindronden

### Wereldkampioenschap
| Jaar   | Resultaat           | Wed                 | W                   | G                   | V                   | DV                  | DT                  |
| ------ | ------------------- | ------------------- | ------------------- | ------------------- | ------------------- | ------------------- | ------------------- |
| 1991   | Niet deelgenomen    | Niet deelgenomen    | Niet deelgenomen    | Niet deelgenomen    | Niet deelgenomen    | Niet deelgenomen    | Niet deelgenomen    |
| 1995   | Niet deelgenomen    | Niet deelgenomen    | Niet deelgenomen    | Niet deelgenomen    | Niet deelgenomen    | Niet deelgenomen    | Niet deelgenomen    |
| 1999   | Niet gekwalificeerd | Niet gekwalificeerd | Niet gekwalificeerd | Niet gekwalificeerd | Niet gekwalificeerd | Niet gekwalificeerd | Niet gekwalificeerd |
| 2003   | Niet gekwalificeerd | Niet gekwalificeerd | Niet gekwalificeerd | Niet gekwalificeerd | Niet gekwalificeerd | Niet gekwalificeerd | Niet gekwalificeerd |
| 2007   | Niet gekwalificeerd | Niet gekwalificeerd | Niet gekwalificeerd | Niet gekwalificeerd | Niet gekwalificeerd | Niet gekwalificeerd | Niet gekwalificeerd |
| 2011   | Niet gekwalificeerd | Niet gekwalificeerd | Niet gekwalificeerd | Niet gekwalificeerd | Niet gekwalificeerd | Niet gekwalificeerd | Niet gekwalificeerd |
| 2015   | Niet gekwalificeerd | Niet gekwalificeerd | Niet gekwalificeerd | Niet gekwalificeerd | Niet gekwalificeerd | Niet gekwalificeerd | Niet gekwalificeerd |
| 2019   | Niet gekwalificeerd | Niet gekwalificeerd | Niet gekwalificeerd | Niet gekwalificeerd | Niet gekwalificeerd | Niet gekwalificeerd | Niet gekwalificeerd |
| 2023   | Niet gekwalificeerd | Niet gekwalificeerd | Niet gekwalificeerd | Niet gekwalificeerd | Niet gekwalificeerd | Niet gekwalificeerd | Niet gekwalificeerd |
| Totaal | 0/9                 | 0                   | 0                   | 0                   | 0                   | 0                   | 0                   |

### Olympische Spelen
| Jaar   | Resultaat           | Wed                 | W                   | G                   | V                   | DV                  | DT                  |
| ------ | ------------------- | ------------------- | ------------------- | ------------------- | ------------------- | ------------------- | ------------------- |
| 1996   | Niet deelgenomen    | Niet deelgenomen    | Niet deelgenomen    | Niet deelgenomen    | Niet deelgenomen    | Niet deelgenomen    | Niet deelgenomen    |
| 2000   | Niet gekwalificeerd | Niet gekwalificeerd | Niet gekwalificeerd | Niet gekwalificeerd | Niet gekwalificeerd | Niet gekwalificeerd | Niet gekwalificeerd |
| 2004   | Niet gekwalificeerd | Niet gekwalificeerd | Niet gekwalificeerd | Niet gekwalificeerd | Niet gekwalificeerd | Niet gekwalificeerd | Niet gekwalificeerd |
| 2008   | Niet gekwalificeerd | Niet gekwalificeerd | Niet gekwalificeerd | Niet gekwalificeerd | Niet gekwalificeerd | Niet gekwalificeerd | Niet gekwalificeerd |
| 2012   | Niet gekwalificeerd | Niet gekwalificeerd | Niet gekwalificeerd | Niet gekwalificeerd | Niet gekwalificeerd | Niet gekwalificeerd | Niet gekwalificeerd |
| 2016   | Niet gekwalificeerd | Niet gekwalificeerd | Niet gekwalificeerd | Niet gekwalificeerd | Niet gekwalificeerd | Niet gekwalificeerd | Niet gekwalificeerd |
| 2020   | Niet gekwalificeerd | Niet gekwalificeerd | Niet gekwalificeerd | Niet gekwalificeerd | Niet gekwalificeerd | Niet gekwalificeerd | Niet gekwalificeerd |
| 2024   | Niet gekwalificeerd | Niet gekwalificeerd | Niet gekwalificeerd | Niet gekwalificeerd | Niet gekwalificeerd | Niet gekwalificeerd | Niet gekwalificeerd |
| Totaal | 0/8                 | 0                   | 0                   | 0                   | 0                   | 0                   | 0                   |

### Zuid-Amerikaans kampioenschap
| Jaar   | Resultaat        | Wed              | W                | G                | V                | DV               | DT               |
| ------ | ---------------- | ---------------- | ---------------- | ---------------- | ---------------- | ---------------- | ---------------- |
| 1991   | Niet deelgenomen | Niet deelgenomen | Niet deelgenomen | Niet deelgenomen | Niet deelgenomen | Niet deelgenomen | Niet deelgenomen |
| 1995   | Niet deelgenomen | Niet deelgenomen | Niet deelgenomen | Niet deelgenomen | Niet deelgenomen | Niet deelgenomen | Niet deelgenomen |
| 1998   | Groepsfase       | 4                | 0                | 2                | 2                | 6                | 8                |
| 2003   | Groepsfase       | 2                | 0                | 0                | 2                | 1                | 11               |
| 2006   | Derde plaats     | 7                | 3                | 0                | 4                | 7                | 14               |
| 2010   | Groepsfase       | 4                | 0                | 0                | 4                | 2                | 21               |
| 2014   | Groepsfase       | 4                | 2                | 0                | 2                | 5                | 9                |
| 2018   | Groepsfase       | 4                | 0                | 1                | 3                | 2                | 11               |
| 2022   | Groepsfase       | 4                | 1                | 0                | 3                | 6                | 9                |
| Totaal | 7/9              | 29               | 6                | 3                | 20               | 29               | 83               |

### Pan-Amerikaanse Spelen
| Jaar   | Resultaat           | Wed                 | W                   | G                   | V                   | DV                  | DT                  |
| ------ | ------------------- | ------------------- | ------------------- | ------------------- | ------------------- | ------------------- | ------------------- |
| 1999   | Niet deelgenomen    | Niet deelgenomen    | Niet deelgenomen    | Niet deelgenomen    | Niet deelgenomen    | Niet deelgenomen    | Niet deelgenomen    |
| 2003   | Niet deelgenomen    | Niet deelgenomen    | Niet deelgenomen    | Niet deelgenomen    | Niet deelgenomen    | Niet deelgenomen    | Niet deelgenomen    |
| 2007   | Groepsfase          | 4                   | 0                   | 1                   | 3                   | 3                   | 16                  |
| 2011   | Niet deelgenomen    | Niet deelgenomen    | Niet deelgenomen    | Niet deelgenomen    | Niet deelgenomen    | Niet deelgenomen    | Niet deelgenomen    |
| 2015   | Niet gekwalificeerd | Niet gekwalificeerd | Niet gekwalificeerd | Niet gekwalificeerd | Niet gekwalificeerd | Niet gekwalificeerd | Niet gekwalificeerd |
| 2019   | Niet gekwalificeerd | Niet gekwalificeerd | Niet gekwalificeerd | Niet gekwalificeerd | Niet gekwalificeerd | Niet gekwalificeerd | Niet gekwalificeerd |
| Totaal | 1/6                 | 4                   | 0                   | 1                   | 3                   | 3                   | 16                  |

## FIFA-wereldranglijst
Betreft klassering aan het einde van het jaar
| 2003 | 2004 | 2005 | 2006 | 2007 | 2008 | 2010 | 2011 | 2012 | 2013 | 2014 | 2015 | 2018 | 2019 | 2020 | 2021 | 2022 |
| ---- | ---- | ---- | ---- | ---- | ---- | ---- | ---- | ---- | ---- | ---- | ---- | ---- | ---- | ---- | ---- | ---- |
| 67   | 67   | 68   | 60   | 59   | 55   | 71   | 69   | 68   | 68   | 67   | 70   | 74   | 73   | 69   | 71   | 67   |

## Selecties

### Huidige selectie
Deze spelers werden geselecteerd voor het Zuid-Amerikaans kampioenschap voetbal vrouwen in juli 2022.
| Doel                    |                       |                                  |
| 1                       | Josefina Villanueva   | Club Nacional de Football        |
| 12                      | Vanina Sburlati       | CA Peñarol                       |
| 13                      | Sofía Olivera         | UAI Urquiza                      |
| Verdediging             |                       |                                  |
| 2                       | Stephanie Lacoste     | Real Oviedo                      |
| 3                       | Daiana Farías         | Racing Power FC                  |
| 4                       | Carina Felipe         | CA River Plate                   |
| 7                       | Stephanie Tregartten  | Ceibal FC                        |
| 14                      | Pilar González        | CA Peñarol                       |
| 16                      | Lorena González       | Grêmio Foot-Ball Porto Alegrense |
| 22                      | Sofía Ramondegui      | CA Peñarol                       |
| Middenveld              |                       |                                  |
| 5                       | Karol Bermúdez        | Clube Atlético Mineiro           |
| 8                       | Ximena Velazco        | CA Peñarol                       |
| 9                       | Pamela González       | Granada CF                       |
| 15                      | Rocío Martínez        | Club Nacional de Football        |
| 17                      | Cecilia Gómez         | Club Nacional de Football        |
| 18                      | Mariana Pion          | Club Sportivo Limpeño            |
| 20                      | Luciana Gómez         | Clube Atlético Mineiro           |
| 23                      | Zulma Daer            | Cerro Largo FC                   |
| Aanval                  |                       |                                  |
| 6                       | Sindy Ramírez         | CA San Lorenzo de Almagro        |
| 10                      | Carolina Birizamberri | CA River Plate                   |
| 11                      | Esperanza Pizarro     | Santa Teresa CD                  |
| 19                      | Wendy Carballo        | CA Peñarol                       |
| 21                      | Belén Aquino          | CA Peñarol                       |
| Bondscoach: Ariel Longo |                       |                                  |